# 爆球Hit! クラッシュビーダマン
『爆球Hit! クラッシュビーダマン』（ばくきゅうヒット クラッシュビーダマン）は、倉谷友也による小学館『月刊コロコロコミック』連載の漫画および、2006年1月9日から同年12月25日までテレビ東京系列にて放送のテレビアニメなどからなるメディアミックス作品。タカラトミーから発売されたホビー「ビーダマン」を題材としている。

## 概要
2006年1月号から2007年3月号まで小学館『月刊コロコロコミック』にて連載。2006年1月9日から同年12月25日まで、テレビ東京系列にてアニメが放映された。倉谷友也がアニメに関わったのは一部のキャラクターデザインのみで、アニメと漫画ではストーリーが大きく異なる。

## あらすじ
玉賀必人は、ビーダーに憧れるごく普通の小学生。しかし、父が残したビーダマン「マグナムイフリート」を手にした時から、彼の周りで何かが変わり始めた。ビーダマンと共に残された手紙には「逆境を打ちやぶれ!」と記されていた。

## 登場人物

### 主要人物
玉賀 必人（たまが ひっと）
声 - 笹島かほる
本作品の主人公。7人のビーダーの一人。11歳。8月10日生まれのしし座。血液型B型。アニメでは、第24話まで「マグナムイフリート」を、第25話以降は「ジャスティスイフリート」を使っている。
何事にも前向きな性格（能天気ともいう）で、ビーダマンの腕前は未熟だがその熱い闘志と根性で戦い抜いていく。境地に立たされると強靭な力を生み出すことができるが、これは逆に言えば逆境に立たされない限り力があまり出ないともいえる。アニメではチリドッグ、漫画版では焼きおにぎりが好物。父親から貰ったビー玉が宝物で、髪飾りに付けている。B-1クラッシュカップでは決勝戦でコドウに敗北し、ワールド・クラッシュ・グランプリでは決勝戦（本来は準決勝）で大蔵に勝利して優勝する。その後、東西対抗ビーバトルフェスティバルにも東地区チームとして参加。B-1クラッシュカップ全国大会にも参加するが、西園寺コンツェルンの野望を阻止するために辞退。最終話で西園寺コンツェルンの戦争兵器を他の7人のビーダーと共に破壊し、荒崎キョウスケとの1対1のビーバトルにも勝利する。アニメでは第1話から登場。
漫画版では人並みはずれた「超視力」を持ち、見つけ屋（探し物や落し物を見つける仕事）でお金を稼ぎ、父である光太郎のビーダマン研究を支えている。誘拐された父を取り戻し、禍神をつぶすために禍神のボスの後継者トーナメントに乱入する。赤ん坊のころに、禍神の研究者だったシオウにビーダマンの力を限界まで引き出す強化プログラムを施され、光太郎に助けられたことがある。そのため左腕に禍神の紋章を持つ。銃兵衛が初登場した時、漫画版オリジナルキャラクターのマモルに、名前について「キ○玉がヒット! みたいな」と言われる。髪型は炎をイメージしている。
蔵木 コドウ（くらき コドウ）
声 - 高乃麗
流れ者ビーダーで、ダークリザードの四天王。後に7人のビーダーの一人と判明する。12歳。11月20日生まれのさそり座。血液型A型。アニメでは、第8話中盤から第35話まで二丁のビーダマン「レイヴペガサス」と「シェイドワイバーン」を、第35話中盤以降は「シャイニングペガサス」と「リフレクトワイバーン」、それらを合体させた「エクリプスドラゴン」を使う。また、第8話中盤までは量産型ビーダマンを使用していた。
美しいものを好み、何かにかけては「美しい」の台詞を残し去っていく（逆に醜いものに対しては怒りをあらわにする）。また、強さにはビーダマンの性能だけでなく、ビーダー自身の努力も必要だと考えている。B-1クラッシュカップで優勝するが、優勝カップを観客の前で破壊する。ワールド・クラッシュ・グランプリでは、準決勝（本来ならば準々決勝第2試合）で必人に敗北する（これは彼自身が自ら足場を崩した）。その後、当初から反発していた西園寺コンツェルンに離反し必人の父親を助けようとするが失敗し、西園寺と本格的に対立するようになったため、何度か必人たちと共に戦うようになる。それからしばらくの間は一人で戦っていたが、第46話で必人たちの仲間になり、最終話にて戦争兵器を他の7人のビーダーと共に破壊する。アニメでは第1話から登場。

漫画版については下記#禍神（マガジン）の節を参照。
仙堂 ナナ（せんどう ナナ）
声 - 神田朱未
アニメオリジナルキャラクター。必人の大家の娘で、従姉弟。13歳。
必人のお目付け役で、勝ち気な性格。ビーダーなのだが実力はあまりよくない（東西対抗ビーバトルフェスティバルには東地区チームとして参加している）。ビーダマンの威力も弱い（発射後、バレルからビーダマが勢いもなく転がり落ちるほど）。右側が長く、左側が短いツインテールだが、髪を下ろしても特に左右で髪の長さの偏りは見られない（この髪型は幼いころから続けている）。幼いころに必人の祖父から聞いた「聖なる七つのビーダマン」のことが気になりその答えを考えていたが、後に必人の父親によりその答えを教えられる。その後はそれを操る7人のビーダーを探し続け、それが見つかった後も必人らと共に行動した。アニメでは第1話から登場。
キャラクターデザインはアニメスタッフによるもの。

月野 コン太（つきの コンた）
声 - 福圓美里
強いビーダマンを「狩る」ことを目的にしているビーダマンハンター（後述）で、7人のビーダーの一人。10歳。10月7日生まれのてんびん座。血液型A型。アニメでは、第27話まで「ブリッツガルーダ」を、第27話中盤以降は「マッハガルーダ」を使っている。
冷静沈着で狙った獲物は逃がさない。必人を「ガチャガチャ」（何が出てくるかわからないという意味）と呼び、その無鉄砲さにあきれつつも何かを感じ、良き友人となっていった。狐の耳のような髪型が特徴で、欠点は高所恐怖症。実家は財産家で住居はかなり大きく、同居する気の強い3人の姉に頭が上がらず、いつも扱き使われている。B-1クラッシュカップでは準決勝第1試合でコドウに敗北し、ワールド・クラッシュ・グランプリでは準決勝（本来ならば準々決勝第2試合）で大蔵に敗北し、崖から突き落とされ負傷する。その後、東西対抗ビーバトルフェスティバルにも東地区チームとして参加。B-1クラッシュカップ全国大会にも参加するが、西園寺コンツェルンの野望を阻止するために辞退。最終話で戦争兵器を他の7人のビーダーと共に破壊する。アニメでは第1話から登場。
漫画版では必人をスカウトした少年。性格と服装がアニメとは異なる。たまに帽子をかぶっていることがある。趣味は月夜の散歩。銃を使うということで猟師と獣のイメージをミックスしている。元々は別の漫画に出す予定のキャラクターで、キツネの妖怪という設定だった。
真田 銃兵衛（さなだ じゅうべえ）
声 - 小山力也 / 幼少時代 - 松本さち
武者修行中のビーダーで7人のビーダーの一人。13歳。5月9日生まれのおうし座。血液型O型。第31話まで「バルタウロス」を、第31話中盤以降は「アサルトタウロス」を使っている。
思い込みが激しく失敗もするが、義理や名誉を重んじ正々堂々とした戦いを身上とする好漢。マイペースだが、ショットは的確。B-1クラッシュカップでは準決勝第2試合で必人に敗北し、ワールド・クラッシュ・グランプリでは1次予選で負傷し脱落。その後、東西対抗ビーバトルフェスティバルにも東地区チームとして参加。B-1クラッシュカップ全国大会にも参加するが、西園寺コンツェルンの野望を阻止するために辞退。最終話で戦争兵器を他の7人のビーダーと共に破壊する。アニメでは第3話から登場。
漫画版ではコン太の仲間で、当時の必人のビーダマンの腕にあきれイフリートを奪いに来るが失敗。その後必人の仲間となる。アニメとは髪形が異なっている。名前の由来は真田幸村と柳生十兵衛から。銃を刀のように使うサムライがいてもいいはず、ということで「銃兵衛」になった。眉毛は日本刀をイメージしている。
神岡 テルマ（かみおか テルマ）
声 - 神谷浩史、野島健児（代役）
7人のビーダーの一人。13歳。6月6日生まれのふたご座。血液型AB型。「シュトロムグリフォン」というビーダマンを使う。
一見争いごとを好まない心穏やかな少年に見えるが、実は二重人格であり、その裏の顔はデビル・ビーダー（後述）である。そのことを反省して地の部分の「悪魔」を「天使」の顔で封印しているので、心の中では善の心が残っている模様。バトルをしたり見たりすることによって裏の顔が出るが、たまに船酔い（表の顔の欠点）などのアクシデントによって出す時もある。一度裏が出ると決着の有無も構わず破壊の限りを尽くすため、実力はあるものの勝率がかなり低い（暴走により勝敗がつかず終わることもある）。黄緑色の髪をしており、ピンクのコートを着ている。裏人格の時はコートの前を開ける。B-1クラッシュカップでは準々決勝第1試合で銃兵衛に敗北し（B-1クラッシュカップ終了後は、必人たちの行く先々で仕事の手伝いやアルバイトをしている）、ワールド・クラッシュ・グランプリでは準々決勝第1試合でジョーに油断し敗北する。その後、東西対抗ビーバトルフェスティバルにも西地区チームとして参加。しばらくは裏の顔として西園寺コンツェルンに協力するが、必人らにより善の心を取り戻し、最終話にて戦争兵器を他の7人のビーダーと共に破壊する。アニメでは第4話から登場。
漫画版では禍神の暗殺者で、マークはうなじの部分。アニメとは違い裏の顔がなく、温和でとても優しい。必人を「師匠」と呼ぶ。キョウスケにいじめられていたため、体に無数の傷がある。コドウにマグナムイフリートを奪ってくれば禍神を抜けてもかまわないと言われ必人たちに近づくが、必人の言葉により奪うのをやめ、禍神を裏切った。ただ、ところどころに悪い言葉が出ている。その後必人の正式な弟子となり玉賀光太郎を助けるために協力していたが、キョウスケの攻撃から必人をかばって重傷を負い、意識不明になる。しかし、鳥賀博士によれば命に別状はないという。倉谷友也によると、「テルマ」を漢字で書くなら「照真」。

### 主要人物の関係者
玉賀 光太郎（たまが こうたろう）
声 - 白鳥修馬
必人の父。ビーダマン研究者であり「玉賀博士」と呼ばれる。36歳。9月3日生まれのおとめ座。血液型O型。
とある古書の中に何か重大な記述を見つけ、翌日突然行方不明となる。数ヶ月後、必人の誕生日にナナ宅にマグナムイフリートと「逆境を打ちやぶれ!」と記した手紙を残し、第18話では必人たちに「北へ行け」というメッセージを送る。その後、必人やコン太に新型ビーダマンを託して自身はダークリザード（西園寺コンツェルン）に捕まるが、捕まる前に銃兵衛のビーダマンを作っていたことを必人たちに知らせている。また、捕まった後も新型ビーダマンを作っており、第35話で彼を助けに来たコドウにそれを託すが再び西園寺コンツェルンに捕まる。しかし、最終話では鳥賀教授の助けもあり牢屋から脱出。戦争兵器を機能停止にして、必人たちをサポートした。アニメでは第1話から登場。
漫画版では必人の小遣いも研究費用に当てるダメ親父。必人の11歳の誕生日に自ら作ったマグナムイフリートをプレゼントする。必人がコン太と出会った日に禍神に誘拐され、禍神の本部の牢に入れられていた。後に爆死したように思われたが、実は爆発したのはただの人形であり、当人は実際には攫われておらず禍神の刺客から逃げのびていた。ビーダマンは開発段階で生まれたイフリートのプロトタイプを使用する。また、漫画においての彼は必人の実父ではなく、実際は伯父（母の兄）である。モデルはじゅきあきら・T・の漫画『海の大陸NOA』の主人公の父親リューヤ。
鳥賀教授（とりがきょうじゅ）
声 - 麦人
玉賀光太郎の発明研究所時代の恩師。発明家だが、天然でドジ。開発したクラッシュウェポンはうまく発射できないなど不良品ばかりだが、ダラミやキョウスケの専用ビーダマンや戦争兵器を開発できたなど、ある程度の設備が整っていればそれなりのものが作れるようである。自身の技術を役立てられるなら西園寺に協力（戦争兵器を作る）しても良いと考えているようであったが、戦争兵器がJBAの本部ビルを破壊するのを見たことによりようやく兵器を造ったことを後悔する。最終話では光太郎と共に戦争兵器を機能停止にして、必人たちをサポートした。アニメでは第2話から登場。
漫画版では、光太郎と共にビーダマンを完成させたビーダマンの生みの親として登場。コン太と銃兵衛のビーダマンの開発者。15年前に「ココロ」を力に変える方法「ビーダ理論」を発表するが学会では相手にされず、光太郎に出会うまで自暴自棄になっていた。アニメよりまともな性格で、喧嘩早く情にもろい。うまくいかないとすぐにやさぐれる一面があり、そういうキャラクター性を表現するために頭に傷がつけられている。
カラッシュ
声 - 松本吉朗
銃兵衛の飼うカラス。匂いでその持ち主の居場所が分かったり、物を運んだりすることができる。アニメでは第3話から登場。
深入 ジョー（ふかいり ジョー）
声 - 宮野真守
親切すぎてお節介ばかりかける青年で、7人のビーダーの一人。運命論者。ワールド・クラッシュ・グランプリでは準々決勝第1試合でテルマに勝利するが、テルマの撃ったビー玉で破壊された岩の破片で怪我をしてリタイアする。その後は怪我の看病をしてくれた看護師のマリア（声 - 澤乃彩）に一目惚れして、必人たちのグループから離脱するが、B-1クラッシュカップ全国大会前夜祭時に再会した。B-1クラッシュカップ全国大会にも参加するが、西園寺コンツェルンの野望を阻止するために辞退。最終話で戦争兵器を他の7人のビーダーと共に破壊する。アニメでは第30話から登場。
波平 海人（なみひら かいと）
声 - 浅野まゆみ
海を愛するビーダーで、7人のビーダーの一人。必人を「海の友達」と認める。B-1クラッシュカップ準々決勝第2試合で必人に敗退後、父親と共に漁に出た。B-1クラッシュカップ全国大会にも参加するが、西園寺コンツェルンの野望を阻止するために辞退。最終話で戦争兵器を他の7人のビーダーと共に破壊する。口癖は「 - サー」。アニメでは第10話から登場。

### その他の人物
謎の老人
声 - 宮澤正
レイヴペガサスとシェイドワイバーンをコドウに託した老人。聖なる七つのビーダマンのことも知っていて、第39話ではペガサスとワイバーンや西園寺のことなどをコドウに伝えた。アニメでは第8話から登場（第40話以降は登場していない）。
なお、初期は「謎のジイさん」という名であった。
クラッシャーBB（クラッシャー ビービー）
声 - KOUSAKU
B-1クラッシュカップ、ワールド・クラッシュ・グランプリの司会進行役。会話に時折英語が混じる。アニメでは第9話から登場（第44話以降は登場していない）。
玉賀 隼人（たまが はやと）
声 - 野田圭一
必人の祖父。先代の7人のビーダーの一人で、幼しころのナナに「聖なる七つのビーダマン」の話をしていた。アニメでは第5話（ナナの回想）と第50話（必人の夢）に登場。
月野 周太（つきの しゅうた）
声 - 魚建
コン太の祖父。先代の7人のビーダーの一人で、宝物だったブリッツガルーダをコン太に授けた。髪型はコン太とほぼ同じ。アニメでは第27話（コン太の回想）と第50話（必人の夢）に登場。
真田 勘兵衛（さなだ かんべえ）
銃兵衛の祖父。先代の7人のビーダーの一人であった。アニメでは第50話で必人の夢に登場。
月野 春子（つきの はるこ）、月野 夏子（つきの なつこ）、月野 秋子（つきの あきこ）
声 - 水原薫、土谷麻貴、峰岸由香里
コン太の3人の姉。皆気が強くコン太を扱き使っているが、弟思いな一面も見せる。アニメでは第5話から登場（第14話以降は登場していない）。
美吉 数馬（みよし かずま）
声 - 水島大宙
その時々の自らの置かれた状況・環境を上手く使い問題を切り抜ける、頭脳派のビーダー。美吉道場の師範代。B-1クラッシュカップでは、準々決勝第4試合でコドウに敗北。アニメでは第3話から登場（第15話以降登場していない）。
日向 シュン（ひゅうが シュン）
声 - 金田晶代
努力家のビーダー。ブラックホース最弱の会員だったが、たまたま練習する姿をコドウに見られ、その境遇がコドウの過去と似ていたためか訓練をさせてもらい、虎鉄らよりも強くなった。自らの「勝ちたい」という思いと虎鉄の「必人に逆襲したい」という考えから、必人に無理矢理戦いを挑ませるように虎鉄らに差し向かせるが、ビーバトルにおいては必人の「ビー魂」を計算に入れておらず、引き分けとなった。B-1クラッシュカップでは、準々決勝第3試合でコン太に敗北。アニメでは第7話から登場（第15話以降登場していない）。
黒駒 虎鉄（くろこま こてつ）
声 - 大畑伸太郎
ビーダマンの愛好会ブラックホースの責任者のビーダー。大好きなハンバーガーを食べるために金蔵、銀蔵と共に色々と企画を立て儲けようとするが失敗し、被害者に袋叩きにされる。以降、金蔵と銀蔵、場合によっては政雄と共に必人らに借りを返そうとするが、ことごとく失敗する。アニメでは第2話から登場（第15話以降登場していない）。
大黒 金蔵（おおぐろ きんぞう）
声 - 野島健児
ビーダマンの遊技場ビーパークの最高責任者の息子のビーダー。アニメでは第1話から登場（第15話以降登場していない）。
大黒 銀蔵（おおぐろ ぎんぞう）
声 - 永野善一
ビーダー。金蔵の弟。アニメでは第1話から登場（第15話以降登場していない）。
政雄（まさお）
声 - 奈良徹
銀蔵の弟子。アニメでは第1話から登場（第8話以降登場していない）。
審判少年（しんぱんしょうねん）
声 - 出村貴
ビーパークの審判。アニメでは第1話から登場（第8話以降登場していない）。
神取 美鷹（かんどり みたか）
声 - 斉藤梨絵
B-1クラッシュカップにおいて数馬とチームを組んだが、第2次予選で脱落した。アニメでは第9話から第14話まで登場。
釧路 和夫（くしろ かずお）
声 - 永野善一
日本の北にあるとある町で強制労働させられていたが、必人らに助けられる。アニメでは第23話から第26話に登場。
釧路 弥生（くしろ やよい）
声 - 瀬戸奈保子
釧路和夫の子供の一人。アニメでは第23話から第26話に登場。
釧路 葉月（くしろ はづき）
声 - 吉原ナツキ
釧路和夫の子供の一人。アニメでは第23話から第26話に登場。
釧路 慎一郎（くしろ しんいちろう）
声 - 桑島三幸
釧路和夫の子供の一人。アニメでは第23話から第26話に登場。
太郎（たろう）
声 - 沼田祐介
獄門島の住人。ブラックタイガーに負傷させられたため、東西対抗ビーバトルフェスティバルにビーダーとして参加できなかった。口癖は「 - っちゃ」。アニメでは第37話から第40話に登場。
次郎（じろう）
声 - 吉原ナツキ
獄門島の住人で、太郎の弟。東西対抗ビーバトルフェスティバルに東地区チームとして参加。口癖は兄同様「 - っちゃ」。アニメでは第37話から第40話に登場。
大会委員長
声 - 斉藤貴美子
B-1クラッシュカップの委員長で、女性。アニメでは第14話に登場。
美吉 一元斎（みよし いちげんさい）
声 - 乃村健次
美吉道場の師範で、数馬の父。かつて一兵衛の真田道場を破り看板を奪ったが、10年後に一兵衛の息子である銃兵衛に負け、再び看板を返すことになった。一兵衛のライバルであり、「 - ちゃん」と呼ぶ仲。アニメでは第3話に登場。
真田 一兵衛（さなだ いちべえ）
声 - 稲田徹
真田道場の師範で、銃兵衛の父。アニメでは第3話で銃兵衛の回想に登場。

### 西園寺コンツェルン
西園寺 蔵人（さいおんじ くらんど）
声 - 矢田耕司
西園寺コンツェルンのボス。かつて7人のビーダーに敗北した当事者。キョウスケの狙いは知っていたものの、それを恐れず何の対策も採らなかった。しかし、それが裏目に出て裏切りにまんまとかかる。アニメでは第32話から登場（第50話には登場していない）。
荒崎 キョウスケ（あらさき キョウスケ）
声 - 鳥海浩輔
蔵人の秘書の少年。16歳。4月8日生まれのおひつじ座。血液型O型。二丁のビーダマン「オメガバハムート」（第40話 - ）と「アルファバハムート」（第43話 - ）を二刀流として使う。
実は父の仇を取り世界を征服するため、西園寺コンツェルンを利用しているだけであった。しかし、最終話にて7人のビーダーに戦争兵器を破壊され、必人とのビーバトルにも敗北する。最後は必人の父に今度戦うときは負けないと必人に伝えるよう頼み、どこかへ消えて行った。アニメでは第32話から登場。
漫画版については下記#禍神（マガジン）の節を参照。
西園寺 アオイ（さいおんじ アオイ）
声 - 森永理科
蔵人の孫。早い時期からキョウスケに対し強い不信感と苛立ちを抱いていた。アニメでは第43話から登場（第50話には登場していない）。
金龍（きんりゅう）
声 - 斉藤瑞樹
西園寺と何やら取引をしている男性。関西弁で話す。アニメでは第32話から登場。
謎の男
声 - 菅谷勇、岡林史泰、永野善一
西園寺コンツェルンの配下の組織に指令を下している男性で、少なくとも8人はいる。コードネームがあるようで、「No.7」などと呼ばれている。この中でNo.7とNo.8はすでに蔵人を裏切っていた。アニメでは第8話から登場。
西島 サブ（にしじま サブ）
声 - 芝原チヤコ
西園寺コンツェルンに所属するビーダマントラッパー。「ムカッ!」が口癖。元は伴平の部下だったが、後にキョウスケ直属のトラッパーになる。しかし、彼もまたキョウスケに利用されていただけであり、最後は戦争兵器の砲弾により遠くに飛ばされる。アニメでは第17話から登場（第49話以降は登場していない）。
鬼田 一機（きだ いっき）
声 - 樫井笙人
兜を被った謎の男。「エンペラードラゴン」というビーダマンを使う。かつては優秀なビーダーだった。実は七人のビーダーと西園寺グループとの戦いにも参加しており、そのときレイヴペガサスとシェイドワイバーンを持ったビーダーに敗れている。そのため、全てのビーダーとビーダマン（特にペガサスとワイバーン）を憎んでいる。東西対抗ビーバトルフェスティバル終了後、東の村を襲撃するが必人とのビーバトルに敗れ暴走し、自ら倒した岩に押し潰される。アニメでは第37話から第40話に登場。
岡 大蔵（おか だいぞう）
声 - 竹本英史
ダークリザードの四天王。熱血で喧嘩早い性格。バトルより破壊することを好む。潔さを持つ。「イーブルリヴァイオス」というビーダマンを使う。ワールド・クラッシュ・グランプリでは、決勝戦で必人に敗れ、フィールド下へ落下する。アニメでは第15話から登場（第36話以降は登場していない）。倉谷友也がデザインしており、髪型は釣り針をイメージしている。
竹市 伴平（たけいち はんぺい）
声 - 相田さやか
ダークリザードの四天王。「アイアンオーディン」というビーダマンを使う。必人のファンを装い、ダークリザードへと引き擦り込もうとする。強がってはいるが小心者。ワールド・クラッシュ・グランプリではダラミに勝利するが道づれにされ崖から落下し、ダラミと一緒にメイドに引き上げられた。アニメでは第17話から登場（第35話以降は登場していない）。大蔵同様、倉谷友也がデザインしており髪型は釣り針をイメージしている。
プリンセス・ダラミ
声 - 弓場沙織
ダークリザード四天王の紅一点。メイドを2人（声 - 井浦愛、千代田友葉）仕えさせている。四天王唯一の量産型ビーダマン所持者であったが、鳥賀教授に無理矢理自分専用のビーダマンを開発させた。一度テルマとのバトルで壊れるなどしたものの、その後も修理して使っている。テルマのことを気に入っている節がある。ワールド・クラッシュ・グランプリでは、準々決勝第1試合で伴平に敗北するが、直後にメイドに引き上げられる。アニメでは第17話から登場（第35話以降は登場していない）。
我利（がり）
声 - 河相智哉
ギララ
声 - 岡林史泰
コブラ
声 - 松本吉朗
大蔵の手下。仲は決してよいとは言えず、互いにいがみあっている。アニメでは第15話から登場。
DJ バク（ディージェイ バク）
声 - 宮田幸季
ビーダマントラッパーであり、ディスクジョッキー、そしてラッパーでもある。
かつてビーダーだったころに、友人らに嘲笑・苛まれた苦い経験から「ビーダマンが下手で虐められるのならば今より偉くなればよい」と、悪質なゲームプランナーであるビーダマントラッパーとなり、ビーダーの苦しむ姿を見ることを愉悦するようになった。必人とコン太を罠に仕掛け、寂れた工場に閉じ込めるが、彼らのコンビネーションに打ち負かされる。必人はその全てを許したが、後にダークリザードに付け込まれ、ダークリザード（西園寺コンツェルン）のビーダマントラッパーとなる。最終的にはJBAに西園寺コンツェルンのことを密告する。アニメでは第7話から登場（第43話以降は登場していない）。
黒岩 剛
声 - 河相智哉
ブラックタイガーのリーダー。東西対抗ビーバトルフェスティバルに参加したが、2回戦で爆発に巻き込まれる。アニメでは第33話から登場（第39話以降は登場していない）。
吸蛾（きゅうが）
声 - たかはし智秋
ヴァンパイアのリーダー。華やかな仮面を付けた出で立ちの女性。アニメでは第46話と第47話に登場。
キョウスケの父
声 - 小形満
その昔、大事なビーバトルに敗れて西園寺コンツェルンから追い出され、いつか西園寺コンツェルンを見返すと誓うが亡くなる。その遺志は息子のキョウスケに受け継がれた。
町長
声 - 高戸靖広
日本の北にあるとある町の町長で、ダークリザード（西園寺コンツェルン）に利用されていた。町の地下でビーチウムを町民に発掘させる指令役をしていたが、「役目を終えたため不要」として脱出用の飛行船から落とされる。アニメでは第23話から第26話に登場。

### 漫画版の人物
的場 マモル（まとば マモル）
必人の親友で見つけ屋をしている。心優しい性格で必人の良き理解者であり、暴走気味な彼のブレーキ役でもある。11歳。6月25日生まれのかに座。血液型A型。
髪型のイメージはウィリアム・テルのリンゴ。玉賀必人の相棒であるため、対となるよう名前に「的」が付いており、髪型もウィリアム・テルがリンゴを的にしたことにちなんでいる。
ブラッディーズ
ドクロのペンダントがトレードマークの超不良グループ。警察も手を焼くほどで、マモルをカツアゲしサイフを奪うが必人のマグナムイフリートの威力を見て退散する。
比菜（ひな）
必人の母であり光太郎の妹。必人が赤ん坊のころに病気で亡くなっている。
作中では描かれていないが、本来は明るくフランクな人柄。

#### 禍神（マガジン）
蔵木 コドウ（くらき コドウ）
禍神の暗殺者で、マークは左腕についている。年齢はアニメと異なり、13歳。禍神の後継者8人のうちの1人で最下位クラスの末弟だが、敗北を重ねて強くなっていく。いじめられているテルマのところに割って入るなど、多少優しいところがある。髪のメッシュ部分は赤だが、『月刊コロコロコミック』2006年1月号漫画表紙登場時は黄色とオレンジの中間色になっていた。倉谷友也によるとコドウの髪の色は気分で変えており、単行本やアニメでは赤、倉田のブログに掲載されたイラストでは青になっている。また、必人のカラーである赤と差をつけるためにコドウの髪と瞳は朱色で塗られている。
物心ついた時から親がおらず、ずっと孤独だったところをタイクーン・シオウに拾われた。そのためシオウには恩義を感じている。
アニメについては#登場人物の節を参照。
タイクーン・シオウ / 玉賀 シオウ（たまが シオウ）
禍神のボス。仮面をかぶり、車椅子に乗っている。36歳。7月20日生まれのかに座。血液型A型。
実は必人の本当の父親であり、かつて光太郎と共に鳥賀教授の助手を務めていた。最愛の妻であった比菜の病を治療するため、禍神に協力して治療費を手に入れるがそれでも治らず、結果比菜は亡くなった。その後ビーダマンの研究を足がかりに禍神内でのし上がりボスになった。
禍神に招き入れられた時点ではビーダマンの開発および兵器運用の責任者だったが、ビーダマンを暗殺兵器に転用する研究で成果を上げ、ビーダマンを使用する兵士の多くがシオウ子飼いの部下になっていったことで禍神内での発言力を強め、禍神極東支部のNo.1に登り詰めた。自身もビーダマン使いのスペシャリストでもある。また、「シオウの息子」は表向きは禍神の後継者を育てるための養成機関だが、シオウにとっては必人を強くし世界中の禍神のNo.1にするためのシステムでしかない。
荒崎 キョウスケ（あらさき キョウスケ）
禍神の後継者8人のうちの1人で最上クラスの長兄。マークは額についている。テルマをいじめていて、コドウにもよく殴ったり蹴ったりを繰り返す。シオウの後継者になることを強く望んでいる。狂気じみた性格で、人間のことを「おもちゃ」と言うほどである。「壊してぇ」が口癖。パワーと俊敏性を持ち、格闘術ではなく暗殺術を究めている。実はシオウが必人に強化プログラムを施す前の実験台であり、結果的に自分の命と引き換えにビーダマンを強くさせることができるというシオウの想像を超える力を引き出されている。自らを人間とは違う特別な存在「異種族」と称する。元々は気弱だったがプログラムの副作用で凶暴性を持つようになったという裏設定がある。
怒りにより、心が空になった必人に倒された。禍神の城が崩れた後、海で流木に掴まり流さながら、必人とシオウへ必ず借りを返すことを誓う。
アニメについては上記#西園寺コンツェルンの節を参照。
重鬼（じゅうき）
禍神の後継者8人のうちの1人で七男。マークは右手の甲。8人中最強のパワーを誇り、ボウリングの球ぐらいの大きさのビー玉を使うが、あっさりと必人にそのビー玉は破壊される。
キョウスケの「バハムート・アポカリプス」をくらい、吹き飛ばされる。

## ビーダマン

### クラッシュビーダマン
ビーダマンの名前には精霊や怪物、および神の名前が入っている。括弧内はその名。
マグナムイフリート（イフリート）
パワータイプのビーダマン。クラッシュウェポンはグレネードショット。属性は火。
ジャスティスイフリート
マグナムイフリートのコアとほぼ同じ（アニメでは全く同じ）物に別のパーツを装備した、パワータイプのビーダマン。シンクロウェポンシステム対応で、クラッシュウェポンはメガグレネード。アニメではサテライトショットという強力なシンクロショットを撃つことができる。
ブリッツガルーダ（ガルーダ）
連射タイプのビーダマン。クラッシュウェポンはトリプルランチャー。属性は電気。
マッハガルーダ
ブリッツガルーダのコアとほぼ同じ（アニメでは全く同じ）物に別のパーツを装備した、連射タイプのビーダマン。シンクロウェポンシステム対応で、クラッシュウェポンはビートランチャー。また、アニメではシンクロサーバーも標準装備しており、状況によってはタクティカルショットを装備していることもある。
バルタウロス（タウロス）
コントロールタイプのビーダマン。クラッシュウェポンはトリプルランチャー。アニメでは第16話以降、スコープサーバーも装備している。属性は土。
アサルトタウロス
バルタウロスのコアとほぼ同じ（アニメでは似ているが違う）物に別のパーツを装備した、コントロールタイプのビーダマン。機動力を重視したローラーモードと安定性を重視したスタビライザーモードに変形可能で、スタビライザーモード時はコントロール性能を上げることも可能。シンクロウェポンシステム対応で、クラッシュウェポンはビートランチャー。また、アニメではマッハガルーダと同じく、シンクロサーバーも標準装備している。
シュトロムグリフォン（グリフォン）
バランスタイプのビーダマン。クラッシュウェポンはワイドキャノン。属性は大気。漫画版では充填能力が他のマシンに比べて勝っているがコントロールはあまり良くない。
レイヴペガサス（ペガサス）&シェイドワイバーン（ワイバーン）
レイブペガサスはパワータイプで右回転のビーダマン。属性は太陽。シェイドワイバーンは連射タイプで左回転のビーダマン。属性は月。クラッシュウェポンはどちらもリロードランチャー。また、この二つのビーダマンは合体させることも可能。
シャイニングペガサス&リフレクトワイバーン / エクリプスドラゴン（ドラゴン）
シャイニングペガサスは、レイヴペガサスのコアとほぼ同じ（アニメでは似ているが違う）物に別のパーツを装備したパワー&バランスタイプのビーダマンで、ホールドパーツの締め調節が可能なファームボルトを装備している。また、アニメではシンクロサーバーも標準装備している。リフレクトワイバーンは、シェイドワイバーンのコアとほぼ同じ（アニメでは似ているが違う）物に別のパーツを装備した連射&コントロールタイプのビーダマンで、標準装備のコネクトサーバーはビー玉を最大6個装填可能。また、このサーバーはサーバーモード以外にも安定性を重視したスタビライザーモードに変形可能で、スタビライザーモード時はコントロール性能を上げることも可能。シンクロウェポンシステム対応で、クラッシュウェポンはどちらもハイブリッドキャノン。
エクリプスドラゴンは、シャイニングペガサスとリフレクトワイバーン（玩具ではコアとクラッシュウェポン以外）を合体させたパーフェクトタイプのビーダマン。属性は日蝕。
イーブルリヴァイオス（リヴァイオス）
連射タイプのビーダマン。クラッシュウェポンはパンツァーファウスト。属性は水。
アイアンオーディン（オーディン）
コントロールタイプのビーダマン。クラッシュウェポンはトリックキャノン。属性は金属。
オメガバハムート&アルファバハムート / アルティメットバハムート（バハムート）
オメガバハムートはリボルバータイプのビーダマンで、バレル先端部分がリボルバー式になっており発射をするごとに回転するようになっている。また、グリップ部分とは別にバレル部分にもトリガーを装備しているため、2つの発射口からビー玉を発射することが可能（2つのトリガーの同時押しで3発同時発射も可能）。アルファバハムートはバランスタイプのビーダマンで、ファームボルトとコネクトサーバーの両方を装備している。シンクロウェポンシステム対応で、クラッシュウェポンはどちらもタクティカルショット（オメガバハムートは4発同時発射も可能）。属性はオメガが闇で、アルファが漆黒。
アルティメットバハムートは、オメガバハムートとアルファバハムート（玩具ではコアとクラッシュウェポン以外）を合体させたパーフェクトリボルバータイプのビーダマン。属性は暗黒。
エンペラードラゴン（ドラゴン）
当時の『コロコロコミック』が募集したコンテストの最優秀作品。

### クラッシュウェポンとシンクロウェポン
グレネードショット
巨大な玉を四方向の回転で撃ち分けることが可能なパワータイプのクラッシュウェポン。
トリプルランチャー
3つのビー玉を連続発射できる連射タイプのクラッシュウェポン。
ワイドキャノン
2発同時にドライブ発射できるパワータイプのクラッシュウェポン。
リロードランチャー
2つのビー玉を2回連続（計4発）で発射できる連射タイプのクラッシュウェポン。
パンツァーファウスト
ビー玉ではなくワイド弾（アニメではミサイル）を発射する特殊タイプのクラッシュウェポン。
トリックキャノン
通常弾と変化球弾を同時発射できる特殊タイプのクラッシュウェポン。
メガグレネード
巨大な玉を2つ装填することが可能なパワータイプのシンクロウェポン。
ビートランチャー
最大5連射することが可能な連射タイプのシンクロウェポン。
タクティカルショット
銃口の角度を変化させることが可能なコントロールタイプのシンクロウェポン。アニメではビートランチャーと合体させて、ハイブリッドキャノンにすることでそれが可能となる。

### その他のオプションパーツ
クラッシュタワー
クラッシュタワーバトルに使用するパーツ。
ローディングマガジン
装備したビーダマンの連射性能を上げるパーツで、アニメではほとんどのビーダマンに標準装備されている。
スコープサーバー
装備したビーダマンのコントロール性能を上げるパーツ。
シンクロサーバー
装備したビーダマンの連射性能を上げるパーツ。
パワーロングバレル
装備したビーダマンのパワーとコントロールの両方の性能を上げるパーツ。
トライポッド
装備したビーダマンのコントロール性能を上げるパーツ。
アダプターバレル&サーバー
バトルビーダマンの一部のパーツを連結させるためのパーツ。

## 用語
ビーダマン
腹部からビー玉を発射する玩具であるが、この作品では特に射撃に特化したクラッシュビーダマンを指す。詳細はビーダマン参照のこと。
漫画版では持ち主の精神エネルギーに共鳴する「心を力に変える機械」と説明されている。
クラッシュタワーバトル
クラッシュタワーの頂にあるシンボルビー玉を先に打ち落とすと勝利となる、ビーダマンにおける基本ともいえる競技。アニメではB-1クラッシュカップやワールド・クラッシュ・グランプリ決勝の競技にも採用された。

### アニメ版の用語
聖なる七つのビーダマン（せいなるななつのビーダマン）
必人の祖父がナナに話した遠い過去の伝説。悪者がはびこっていた世界で人々が困窮する中、この聖なる七つのビーダマン（正確には8つで、そのうち3つはレイブペガサス、シェイドワイバーン、ブリッツガルーダ）を所持するビーダーが現れ悪者を倒したという。その実態は西園寺グループ（後の西園寺コンツェルン）との戦いのことで、そのころの7人のビーダーは必人らの祖父に当たる人々であった。現代となり、必人、コン太、銃兵衛、コドウ、テルマ、ジョー、海人は奇跡的な巡り合わせで出会い、新たな「聖なる七つのビーダマン」を操る7人のビーダーとなった。その7人が同時に放つビー玉の威力はすさまじく、数台の戦争兵器を一撃で破壊するほどであった。
なお、ジョーと海人には専用機らしき物は無い。
西園寺コンツェルン（さいおんじコンツェルン）
アニメ版の敵組織。ビーダマンの技術を応用した戦争兵器を作り出すことと、日本のビーダマン業界の乗っ取りを企てる組織（コンツェルン）。
ダークリザード
西園寺コンツェルン下にある組織の一。北地区担当。西園寺コンツェルンの指示の下、ビーダマンの技術を使った兵器を作ろうとしている。失敗を犯しすぎたとして、西園寺コンツェルンからはほぼ見捨てられたような状態になる。
ブラックタイガー
西園寺コンツェルン下にある組織の一。西地区担当。「タイ・ガー!」が掛け声。
スコーピオン
西園寺コンツェルン下にある組織の一。東地区担当。
ヴァンパイア
西園寺コンツェルン下にある組織の一。南地区担当。
ワールド・クラッシュ・グランプリ
西園寺コンツェルン主催のビーダマン大会。その目的は戦争兵器に利用するため、腕のいいビーダーを見つけ捕らえること。
東西対抗ビーバトルフェスティバル
獄門島で行われたビーダマン大会。必人たちは島の支配を企む西側の西園寺コンツェルンに対抗するため、東側に協力する。劇中の大会では東側が初勝利を収めた。
ビーチウム
ダイヤモンドの約1000倍ほどの硬さを持つ鉱物（架空の鉱物）。ビーダマン本体やビー玉自体の材料となる。
B-1クラッシュカップ（ビー・ワンクラッシュカップ）
クラッシュビーダマンの大会。全日本ビーダマン協会（JBA）主催。
セパレートレンジ
いわゆる壁崩しに似た、ビーダマンにおける競技の一種。B-1クラッシュカップ第1次予選の競技に採用された。
スルーレンジ
ゲートを通しターゲットにビー玉を当てるという、ビーダマンにおける競技の一種。B-1クラッシュカップ第2次予選の競技に採用された。
バリケードクラッシュ
クラッシュタワーを囲む障害物を崩し、シンボルビー玉を先に打ち落とすと勝利となる、ビーダマンにおける競技の一種。障害物があること以外はクラッシュタワーバトルと全く同じ。B-1クラッシュカップ準々決勝第1試合・第2試合の競技に採用された。
クレースナイプバトル
クレー射撃によく似た、ビーダマンにおける競技の一種。打ち放たれたコインを打ち抜き、打ち抜いた数の差で勝敗を決める。B-1クラッシュカップ準々決勝第3試合・第4試合の競技に採用された。
ビーダマンハンター
コン太のこと。強豪なビーダマンを見ると放っておけず、必ず「獲物」として狙うビーダーと自称している。
デビル・ビーダー
テルマのこと。ビーダーに突如勝負を挑み、「勝利の証」として無理矢理ビーダマンを奪っていくビーダーということからこう呼ばれている。
ゲームプランナー
ビーダマンを提供するプランナーの一種。タワーバトルなど、各種競技の企画・設計の立案者。
ビーダマントラッパー
悪質なゲームプランナーのこと。バク、サブなどが該当する。
ビーパーク
必人らが住む街にある、金蔵・銀蔵の父が設立したビーダマンの遊技場であったが、ダークリザードによって破壊される。
ブラックホース
ビーパークの愛好会。虎鉄がビーパークにおいて、好きなハンバーガーを食べるために設立した。儲けるため色々と企画を立ててみるものの、"愛好会"と謳っているにもかかわらず、会の方針が虎鉄・金蔵・銀蔵・政雄本位であったり、勝負事において卑怯な手を使ったりするという裏腹な真実がコドウにより会員たちに明らかとなるなどして、虎鉄・金蔵・銀蔵・政雄は事ある度に袋叩きにされる。入会金は500円。

### 漫画版の用語
真中町（まなかちょう）
必人たちが暮らす町。
「的の真ん中に当てる」というイメージで名付けられている。
禍神（マガジン）
漫画版に登場する敵組織。指導者はタイクーン・シオウ。ビーダマンを兵器として使う暗殺組織で、世界中に10万人のメンバーがいる。100人の人間を戦わせ、生き残った1人を兵士にする。また、シオウによって選りすぐられた8人の「シオウの息子」と呼ばれる禍神の後継者がいる。キョウスケは「長兄」の称号を持つが、これは年齢が上だからではなく後継者候補の中で最強の証を意味する。
世界中の身寄りのない子供たち、特に紛争地域の孤児を引き取り禍神の兵士として育てている。
禍神後継者トーナメント（マガジンこうけいしゃトーナメント）
禍神の後継者候補8人が戦い次のボスを決める大会。

## 書誌情報
- 倉谷友也 『爆球Hit! クラッシュビーダマン』 小学館〈てんとう虫コミックス〉、全3巻
  1. 2006年6月28日発売、ISBN 4-09-140175-9
  2. 2006年12月25日発売、ISBN 4-09-140270-4
  3. 2007年4月27日発売、ISBN 978-4-09-140326-1

## アニメ
この作品を最後に、『爆転シュート ベイブレード』以来6年間続いた、月曜18時00分枠（後のアニメ530枠の第1枠）のテレビ東京・読売広告社・ディーライツ共同制作枠は廃枠。月曜17時30分枠の新作アニメは2009年10月5日開始の『あにゃまる探偵 キルミンずぅ』まで2年9か月のブランクが生じることになる。テレビ東京・読売広告社・ディーライツ制作枠としては2009年4月5日開始の『メタルファイト ベイブレード』で再開。

### スタッフ
- 原作 - 倉谷友也（小学館 コロコロコミック連載）
- 監督 - 奥村よしあき
- 助監督 - 川西泰二
- シリーズ構成 - 富田祐弘、呉廷恩
- キャラクターデザイン - 木村豪、金相国
- メカニックデザイン - 内田壮則
- アニメーション監督 - 安珍模
- 美術監督 - 坂本信人、李剛旭
- CG監督 - 後藤陽、橋本英明、朴美煕
- 撮影監督 - 咸善基
- 編集 - 小野寺桂子、金香淑
- 音楽 - 山原一浩
- 音響監督 - 髙橋秀雄
- アニメーションプロデューサー - 田中敦、金東亨
- プロデューサー - 青木俊志、池田慎一、青木真美子
- アニメーション制作協力 - SynergySP、HeeWon Entertainment、SONOKONG
- アニメーション制作 - 日本アニメディア[注釈 1]
- 製作 - テレビ東京、読売広告社、d-rights

### 主題歌
オープニングテーマ「ビーダー・フォーエバー」（第1話 - 第50話）
唄 - 松原剛志 / 作詞・作曲・編曲 - HΛL
エンディングテーマ
「明日に向かって Get Dream!」（第1話 - 第14話）
唄 - Lia / 作詞・作曲・編曲 - HΛL
「PRIDE 〜try to fight!〜」（第15話 - 第36話）
唄 - Lia / 作詞 - 三井ゆきこ / 作曲・編曲 - HΛL
「Over the Future」（第37話 - 第50話）
唄 - Lia / 作詞 - 三井ゆきこ / 作曲 - IPPEI / 編曲 - HΛL

### 各話リスト
| 話数 | サブタイトル                        | 脚本              | コンテ       | 演出         | 作画監督              | 放送日        |
| ---- | ----------------------------------- | ----------------- | ------------ | ------------ | --------------------- | ------------- |
| 1    | 逆境を撃ちやぶれ!                   | 富田祐弘          | 奥村よしあき | 小高義規     | 中島渚                | 2006年 1月9日 |
| 2    | コドウ現わる!                       | 富田祐弘 呉廷恩   | 閔庚照       | 閔庚照       | 柳東均 金成范         | 1月16日       |
| 3    | 決闘!美吉道場                       | 桶谷顕            | 奥田誠治     | 津田義三     | 川口弘明              | 1月23日       |
| 4    | ふたつの顔を持つビーダー            | 杉森美也子 呉廷恩 | 閔庚照       | 閔庚照       | 柳東均 金成范         | 1月30日       |
| 5    | 盗まれたビーダマン                  | 富田祐弘          | 川口敬一郎   | 川口敬一郎   | 宍戸久美子            | 2月6日        |
| 6    | クラッシュ!ドラム缶バトル           | 桶谷顕            | 小高義規     | 関田修       | 藤崎賢二              | 2月20日       |
| 7    | 危うし!クラッシュバレット           | 杉森美也子 呉廷恩 | 閔庚照       | 閔庚照       | 柳東均 金成范         | 2月27日       |
| 8    | 目覚めた妖獣 （めざめたビーダマン） | 富田祐弘          | 矢沢永一     | 小林孝志     | 雨宮英雄 こかいゆうじ | 3月6日        |
| 9    | 決戦!B-1クラッシュカップ            | 司馬元 呉廷恩     | 閔庚照       | 閔庚照       | 柳東均 金成范         | 3月13日       |
| 10   | 一発必中!海のビー魂                 | 桶谷顕 呉廷恩     | 閔庚照       | 閔庚照       | 柳東均 金成范         | 3月20日       |
| 11   | 激闘!氷上クラッシュバトル           | 杉森美也子        | 小高義規     | 関田修       | 藤崎賢二              | 3月27日       |
| 12   | 冷徹!コドウのビー魂                 | 富田祐弘 呉廷恩   | 閔庚照       | 閔庚照       | 柳東均 金成范         | 4月3日        |
| 13   | 準決勝!誓いの一撃                   | 桶谷顕            | 小林孝志     | 奥村よしあき | こかいゆうじ          | 4月10日       |
| 14   | 決勝!必人VSコドウ                   | 杉森美也子 呉廷恩 | 閔庚照       | 閔庚照       | 柳東均 金成范         | 4月17日       |
| 15   | 破壊王!岡大蔵!!                     | 富田祐弘 呉廷恩   | 閔庚照       | 閔庚照       | 柳東均 金成范         | 4月24日       |
| 16   | 必人への挑戦状!                     | 長谷川勝己        | 橋本みつお   | 関田修       | 藤崎賢二              | 5月1日        |
| 17   | 悪の四天王                          | 富田祐弘 呉廷恩   | 閔庚照       | 閔庚照       | 柳東均 金成范         | 5月8日        |
| 18   | 美しきオーディンの罠                | 桶谷顕            | 山崎茂       | 山崎茂       | こかいゆうじ          | 5月15日       |
| 19   | プリンセス・ダラミ                  | 杉森美也子 呉廷恩 | 閔庚照       | 閔庚照       | 柳東均 金成范         | 5月22日       |
| 20   | 怒れ!涙の銃兵衛                     | 富田祐弘 呉廷恩   | 閔庚照       | 閔庚照       | 柳東均 金成范         | 5月29日       |
| 21   | 破壊の塔                            | 長谷川勝己        | 橋本みつお   | 関田修       | 藤崎賢二              | 6月5日        |
| 22   | 天使と悪魔とプリンセス              | 杉森美也子 呉廷恩 | 閔庚照       | 閔庚照       | 柳東均 金成范         | 6月12日       |
| 23   | ダークリザードの尻尾                | 桶谷顕            | 粟井重紀     | 粟井重紀     | こかいゆうじ          | 6月19日       |
| 24   | 消えた炎                            | 富田祐弘 呉廷恩   | 閔庚照       | 閔庚照       | 柳東均 金成范         | 6月26日       |
| 25   | 炎の再会                            | 杉森美也子        | 福島利規     | 下田久人     | 宍戸久美子            | 7月3日        |
| 26   | ぶちぬけ!爆風の壁                   | 桶谷顕 呉廷恩     | 閔庚照       | 閔庚照       | 柳東均 金成范         | 7月10日       |
| 27   | 地獄谷のコン太                      | 富田祐弘          | 奥村よしあき | 小高義規     | 藤崎賢二              | 7月17日       |
| 28   | 巨大な悪の影                        | 長谷川勝己        | 山崎茂       | 山崎茂       | こかいゆうじ          | 7月24日       |
| 29   | 流氷原を撃ち破れ!                   | 杉森美也子 呉廷恩 | 閔庚照       | 閔庚照       | 柳東均 金成范         | 7月31日       |
| 30   | 二人のJ!それも運命                  | 桶谷顕 呉廷恩     | 閔庚照       | 閔庚照       | 柳東均 金成范         | 8月7日        |
| 31   | 氷の森のバトル                      | 杉森美也子 呉廷恩 | 閔庚照       | 閔庚照       | 柳東均 金成范         | 8月14日       |
| 32   | 闇組織の陰謀                        | 富田祐弘          | 小高義規     | 小高義規     | 藤崎賢二              | 8月21日       |
| 33   | 恐怖のビーダー狩り                  | 富田祐弘          | 田部伸一     | 矢沢永一     | こかいゆうじ          | 8月28日       |
| 34   | 撃て!必人!!                         | 杉森美也子 呉廷恩 | 閔庚照       | 閔庚照       | 柳東均 金成范         | 9月4日        |
| 35   | 虚空の勝利!                         | 長谷川勝己 呉廷恩 | 閔庚照       | 閔庚照       | 柳東均 金成范         | 9月11日       |
| 36   | 七人のビーダー!その謎               | 桶谷顕 呉廷恩     | 閔庚照       | 閔庚照       | 柳東均 金成范         | 9月18日       |
| 37   | 獄門島の怪人                        | 富田祐弘          | 細川秀樹     | 奥村よしあき | 藤崎賢二              | 9月25日       |
| 38   | 動き出した墓標                      | 桶谷顕            | 山崎茂       | 山崎茂       | こかいゆうじ          | 10月2日       |
| 39   | 悪魔の大反撃!                       | 長谷川勝己 呉廷恩 | 閔庚照       | 閔庚照       | 柳東均 金成范         | 10月9日       |
| 40   | 対決!鬼田一機                       | 杉森美也子        | 裴楊根       | 小高義規     | 宍戸久美子            | 10月16日      |
| 41   | 戦争兵器を壊せ!                     | 富田祐弘 呉廷恩   | 閔庚照       | 閔庚照       | 柳東均 金成范         | 10月23日      |
| 42   | 裏切りの前夜祭                      | 桶谷顕            | 細川秀樹     | 奥村よしあき | 藤崎賢二              | 10月30日      |
| 43   | 混戦!バトルパーク                   | 杉森美也子        | 田部伸一     | 山崎茂       | こかいゆうじ          | 11月6日       |
| 44   | 決戦の地へ!                         | 長谷川勝己 呉廷恩 | 閔庚照       | 閔庚照       | 柳東均 金成范         | 11月13日      |
| 45   | アイランド攻防戦                    | 富田祐弘          | 裴楊根       | 下田久人     | 宍戸久美子            | 11月20日      |
| 46   | 月光に舞う悪を撃て!                 | 杉森美也子 呉廷恩 | 閔庚照       | 閔庚照       | 柳東均 金成范         | 11月27日      |
| 47   | テルマの輝き                        | 桶谷顕            | 細川秀樹     | 奥村よしあき | 藤崎賢二              | 12月4日       |
| 48   | 失われた光                          | 長谷川勝己        | 山崎茂       | 山崎茂       | こかいゆうじ          | 12月11日      |
| 49   | アイランドの長い橋                  | 富田祐弘 呉廷恩   | 閔庚照       | 閔庚照       | 柳東均 金成范         | 12月18日      |
| 50   | 撃て!熱きビー魂!!                   | 富田祐弘          | 奥村よしあき | 奥村よしあき | 木村豪                | 12月25日      |

2月13日はトリノオリンピック中継（スノーボード女子ハーフパイプ予選）のため放送休止。

### 放送局
| 放送局         | 放送期間または、放送体制                                                                        | 放送日時                                                                   |
| -------------- | ----------------------------------------------------------------------------------------------- | -------------------------------------------------------------------------- |
| テレビ東京系列 | 2006年1月9日 - 2006年3月27日（第1話 - 第11話） 2006年4月3日 - 2006年12月25日（第12話 - 第50話） | 月曜 18:00 - 18:30（第1話 - 第11話） 月曜 17:30 - 18:00（第12話 - 第50話） |
| 東日本放送     | 遅れネット                                                                                      | 木曜 15:54 - 16:24                                                         |
| 新潟テレビ21   | 遅れネット                                                                                      | 日曜 6:30 - 7:00                                                           |
| 長野放送       | 遅れネット                                                                                      | 水曜 15:30 - 16:00                                                         |
| びわ湖放送     | 遅れネット                                                                                      | 木曜 19:00 - 19:30                                                         |
| 奈良テレビ     | 遅れネット                                                                                      | 木曜 18:00 - 18:30                                                         |
| テレビ和歌山   | 遅れネット                                                                                      | 金曜 18:00 - 18:30                                                         |

## CD
- 「ビーダー・フォーエバー/明日に向かって Get Dream!」 - 2006年2月22日発売
- 「PRIDE〜try to fight!〜」 - 2006年6月21日発売
- 「Over the Future」 - 2006年11月22日発売[31]
- 「BAKUKYU HIT! CRASH B-DAMAN OPENING & ENDING THEME COLLECTION」 - 2007年1月25日発売[32]

## DVD
全12巻。発売元・株式会社マーベラスAQL、販売元・株式会社ポニーキャニオン。

## 備考
- アニメでは、前作『B-伝説! バトルビーダマン』シリーズのキャラクターを模倣したキャラクターがこっそりと登場しているシーンがある。
- アニメ第27話のコン太と祖父・周太のエピソードは、シリーズ構成の富田祐弘がコン太役の福圓美里に「コン太はどうやって今のビーダマンを手に入れたと思うか」と意見を求め、それを反映したもの。福圓は「女系家族に生まれておどおどしていたコン太に自信をつけさせるため、おじいちゃんが『お前はビーダマンハンターだ。何でもできる』と、ブリッツガルーダをくれた」と答えている。その後彼の行動に一貫性が出て演じやすくなったとも語られている。
- 鬼田一機が使用するビーダマン「エンペラードラゴン」は、2006年7月から8月に番組上やコロコロコミック誌上で一般公募されたビーダマンデザインコンテストで優秀賞に選ばれたもので、ユージン（現・タカラトミーアーツ）のガチャガチャ（カプセル玩具）「クラッシュビーダマン MINI」で商品化もされている。2006年9月18日に放映されたアニメ第36話のエンディング上でもデザインコンテストの結果発表が行われていて、他に佳作では「スプラッシュモアイ」などが選ばれている。結果発表はDVD未収録。
- アニメ第46話にて、エンドロールのコンテ協力欄に「阿乱済志」と表示されている。アラン・スミシーがスタッフに用いられるのは、日本のアニメではこれで5例目となる。